# Бельгия на «Евровидении-2018»
Бельгия участвовала в конкурсе «Евровидение-2018». 28 сентября 2017 года Лаура Грусенекен была выбрана внутренним отбором бельгийским вещателем «Vlaamse Radio- en Televisieomroeporganisatie» (VRT) в качестве представительницы страны на конкурсе 2018 года в Лиссабоне, Португалия.

## Предыстория
Не считая конкурса 2018 года, Бельгия участвовала в Евровидении пятьдесят девять раз с момента своего дебюта в 1956 году. После 30-ти лет участия Бельгия наконец выиграла конкурс в 1986 году. Победу ей принесла 13-летняя Сандра Ким с песней «J’aime la vie». В настоящее время минимальный возраст для участия в конкурсе — 16 лет, таким образом, Сандра Ким останется самым молодым победителем за всю историю конкурса, если возрастной предел не будет понижен. В 1987 году Бельгия принимала конкурс, который проходил в Брюсселе. Бельгия занимала 2 место в 1956, 1978 и 2003 годах и была последней восемь раз. Самое большое количество баллов Бельгия получила в 2017 году, когда выступала певица Бланш с песней «City Lights».
Участие представителей от страны в конкурсе чередуется между двумя вещателями: фламандским VRT и валлонским «Radio Télévision Belge de la Communauté Française» (RTBF). Оба вещателя выбирают конкурсантов с использованием национальных и внутренних отборов. В 2016 году VRT организовал национальный отбор Eurosong, чтобы выбрать представителя от Бельгии, в то время как в 2017 году RTBF изначально отобрал участника в шоу «Голос Бельгии», чтобы представлять страну. 9 мая 2017 года комментатор VRT Питер Ван де Вир подтвердил, что Бельгия примет участие в конкурсе песни «Евровидение-2018» и выберет своего представителя внутренним отбором.

## Перед Евровидением
28 сентября 2017 года вещатель VRT объявил Лауру Грусенекен представительницей Бельгии на «Евровидении-2018» во время ток-шоу Van Gils & gasten, которое транслировалось по Één.

## На Евровидении
Конкурс песни «Евровидение-2018» будет проходить в Алтис-Арене в Лиссабоне, Португалия, и будет состоять из двух полуфиналов 8 и 10 мая и финала 12 мая 2018 года. Согласно правилам Евровидения, все страны за исключением страны-хозяйки (Португалия) и «Большой пятёрки» (Великобритания, Германия, Италия, Испания и Франция), должны участвовать в одном из двух полуфиналов, чтобы попасть в финал; лучшие десять стран из каждого полуфинала перейдут в финал.